# Pamela Healy
Pamela Healy (San Francisco, 24 giugno 1963) è un'ex velista statunitense.

## Carriera
Pamela Healy nasce in una famiglia in cui la vela era lo sport a cui ci si dedicava; I suoi genitori infatti, John e Mary Poletti, erano anch'essi dei velisti nella categoria. Nel corso della sua attività sportiva, la velista statunitense si laureò campionessa mondiale nel 1991, vittoria grazie alla quale poté qualificarsi alle Olimpiadi disputatesi a Barcellona l'anno seguente. Concorrente nella classe 470, conquistò la medaglia di bronzo insieme alla collega Jennifer Isler.

## Palmarès
| Anno | Manifestazione | Sede       | Evento | Risultato | Prestazione | Note |
| ---- | -------------- | ---------- | ------ | --------- | ----------- | ---- |
| 1991 | Mondiali       | Brisbane   | Vela   | Oro       |             |      |
| 1992 | Olimpiadi      | Barcellona | Vela   | Bronzo    |             |      |